# مارنووو
مارنووو (به صربی: Marenovo) یک منطقهٔ مسکونی در صربستان است که در ورورین واقع شده‌است. مارنووو ۴۵۳ نفر جمعیت دارد.